# Clásica Jaén Paraíso Interior 2022
De 1e editie van de wielerwedstrijd Clásica Jaén Paraíso Interior vond plaats op 14 februari 2022. De start vond plaats in Baeza, gefinisht werd er in Úbeda. De race werd gewonnen door de Kazach Aleksej Loetsenko, hij kwam solo over de finish. De Belg Tim Wellens eindigde als tweede, zijn landgenoot Loïc Vliegen kwam als derde over de finish. 
Er waren vijf gravelstroken opgenomen in de koers, één daarvan was meerdere malen aanwezig in de koers. Alle gravelstroken waren tevens bergop.
De race was onderdeel van de UCI Europe Tour van 2022.

## Uitslag
| Plaats  | Naam              | Ploeg                    | tijd     |
| ------- | ----------------- | ------------------------ | -------- |
| Winnaar | Aleksej Loetsenko | Astana Qazaqstan Team    | 4u49'12" |
| 2       | Tim Wellens       | Lotto Soudal             | +53"     |
| 3       | Loïc Vliegen      | Intermarché-Circus-Wanty | +57"     |
| 4       | Lennard Kämna     | BORA-hansgrohe           | +1'16"   |
| 5       | Connor Swift      | Arkéa Samsic             | +1'28"   |
| 6       | Jai Hindley       | BORA-hansgrohe           | =1'54"   |
| 7       | Warren Barguil    | Arkéa Samsic             | z.t.     |
| 8       | Steff Cras        | Lotto Soudal             | z.t.     |
| 9       | Andreas Kron      | Lotto Soudal             | z.t.     |
| 10      | Jonathan Hivert   | B&B Hotels-KTM           | z.t.     |

2022 · 2023 · 2024 · 2025